# Veeho
Veeho (Weeho, Wihio, Vihio, Veho, Ve'ho'e, Vihuk; "White-Man," Old Man Spider), Veeho je pauk varalica iz plemena Cheyenne. Iako ga povezuju s paucima i njegovo ime znači "pauk", Veeho ima oblik čovjeka u svim pričama kod Šajena za koje se zna. U nekim pričama Veeho igra ulogu pametnog i dobronamjernog heroja prevaranta/transformatora, ali u većini priča on je samo blesav i glup lik koji se ponaša najneprikladnije prema društvenim standardima Cheyenna. Doslovno značenje imena Veeho kod Cheyennaa je "Pauk". U nekim starijim prijevodima navodi se kao "Bijelac", ali ovo je pogrešan prijevod-- Šajeni su bijelce nazvali po Veehu, a ne obrnuto!